# Edwin Laggai
Edwin Laggai (* 1904; † 20. April 1992 in Marbach am Neckar) war ein deutscher Jurist.

## Werdegang
Laggai promovierte 1928 an der Juristischen Fakultät der Universität Erlangen. Er war Vizepräsident des Verwaltungsgerichtshofs Baden-Württemberg in Mannheim.

## Ehrungen
- 1967: Großes Verdienstkreuz der Bundesrepublik Deutschland